# Маслюченко, Варвара Алексеевна
Маслюченко Варвара Алексеевна (2 декабря 1902, Харьков — 21 января 1983, Киев) — украинская актриса. Жена украинского писателя Остапа Вишни (Губенко).

## Биография
Родилась 2 декабря 1902 года в Харькове. Училась в Киевском музыкально-драматическом институте им. Н.Лысенко (1919). В 1920—1923 — актриса театров Киева, Харькова, России.
С будущей женой, Варварой Алексеевной Маслюченко, Остап Вишня познакомился в начале 1920-х годов. Он в первый раз увидел будущую жену в роли Жанны д’Арк в пьесе Б. Шоу «Святая Иоанна». О. Вишня был счастливым мужем и заботливым отцом названной дочери Марийки.
В 1933 году Остап Вишня был незаконно репрессирован по ложному обвинению в покушении на государственного деятеля (срок — десять лет) и смог вернуться к литературной деятельности только в 1943 году. Варваре Алексеевне удалось добиться права жить рядом с мужем через супругу Максима Горького. Она поселилась в маленьком городке возле лагеря на Кольском полуострове, однако видеться с мужем практически не могла, только переписывалась. Некоторое время проживала в Архангельске на Кегострове.
Некоторое время после возглавляла фронтовой театр в Чаплыгине Рязанской области .

## Автор книги
- «Про Остапа Вишню. Воспоминания»(Киев, 1989).

## Фильмография
- 1927 — «Муть» — Люлька-проститутка
- 1928 — «Трое» — гувернантка
- 1958 — «Гроза над полями» — Олимпиада
- 1960 — «Люди моей долины» — Настя
- 1961 — «Лесная песня» — мать Лукаша
- 1961 — Наш общий друг —  Ульяна Степановна, соседка
- 1962 — «Исповедь» — Евдокия
- 1964 — «Ракеты не должны взлететь»
- 1975 — «Я — Водолаз 2» — мать
- 1980 — «Вавилон ХХ» — мать Соколюков
- 1981 — «Мужество» — бабушка Серёжи Голицына

## Источник
- Кино СССР
- Архангельский адрес Варвары Маслюченко